# 埃尔茨韦勒
埃尔茨韦勒是德国莱茵兰-普法尔茨州的一个市镇。总面积2.09平方公里，总人口123人，其中男性66人，女性57人（2011年12月31日），人口密度59人/平方公里。